# Gradina (żupania szybenicko-knińska)
Gradina – wieś w Chorwacji, w żupanii szybenicko-knińskiej, w mieście Szybenik. W 2011 roku liczyła 303 mieszkańców.